# 門巴區
14°10′59″S 40°31′34″E / 14.183°S 40.526°E

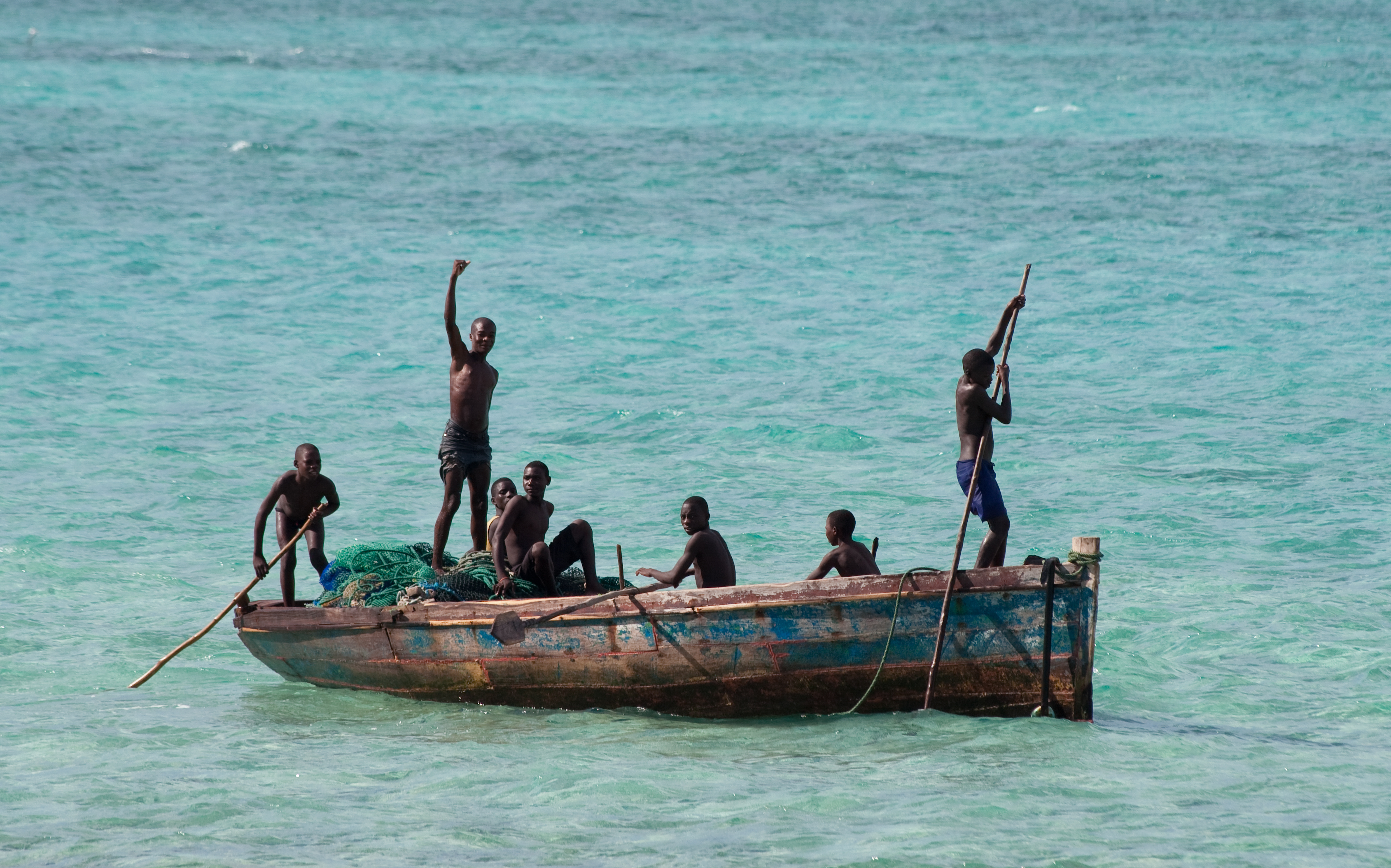

門巴區（葡萄牙語：Memba），是莫桑比克的行政區，位於該國東北部，由楠普拉省負責管轄，首府設於門巴，面積4,555平方公里，2007年人口229,824，人口密度每平方公里50人。